# Pucheng (köpinghuvudort i Kina, Jilin Sheng, lat 42,74, long 129,32)
Pucheng är en köpinghuvudort i Kina. Den ligger i provinsen Jilin, i den nordöstra delen av landet, omkring 360 kilometer öster om provinshuvudstaden Changchun. Antalet invånare är 8 963. Befolkningen består av 4 349 kvinnor och 4 614 män. Barn under 15 år utgör 4,0 %, vuxna 15-64 år 83 %, och äldre över 65 år 12,0 %.
Runt Pucheng är det ganska tätbefolkat, med 67 invånare per kvadratkilometer. Närmaste större samhälle är Longjing, 8,6 km öster om Pucheng. I omgivningarna runt Pucheng växer i huvudsak lövfällande lövskog.
Genomsnittlig årsnederbörd är 952 millimeter. Den regnigaste månaden är juli, med i genomsnitt 235 mm nederbörd, och den torraste är januari, med 7 mm nederbörd.